# Yanceyville (Karolina Północna)
Yanceyville – miasto w Stanach Zjednoczonych, w stanie Karolina Północna, siedziba administracyjna hrabstwa Caswell.